# Qinglin
Qinglin (kinesiska: 青林, 青林苗族彝族乡) är en socken i Kina. Den ligger i provinsen Guizhou, i den sydvästra delen av landet, omkring 160 kilometer väster om provinshuvudstaden Guiyang.